# Salvare aeriană

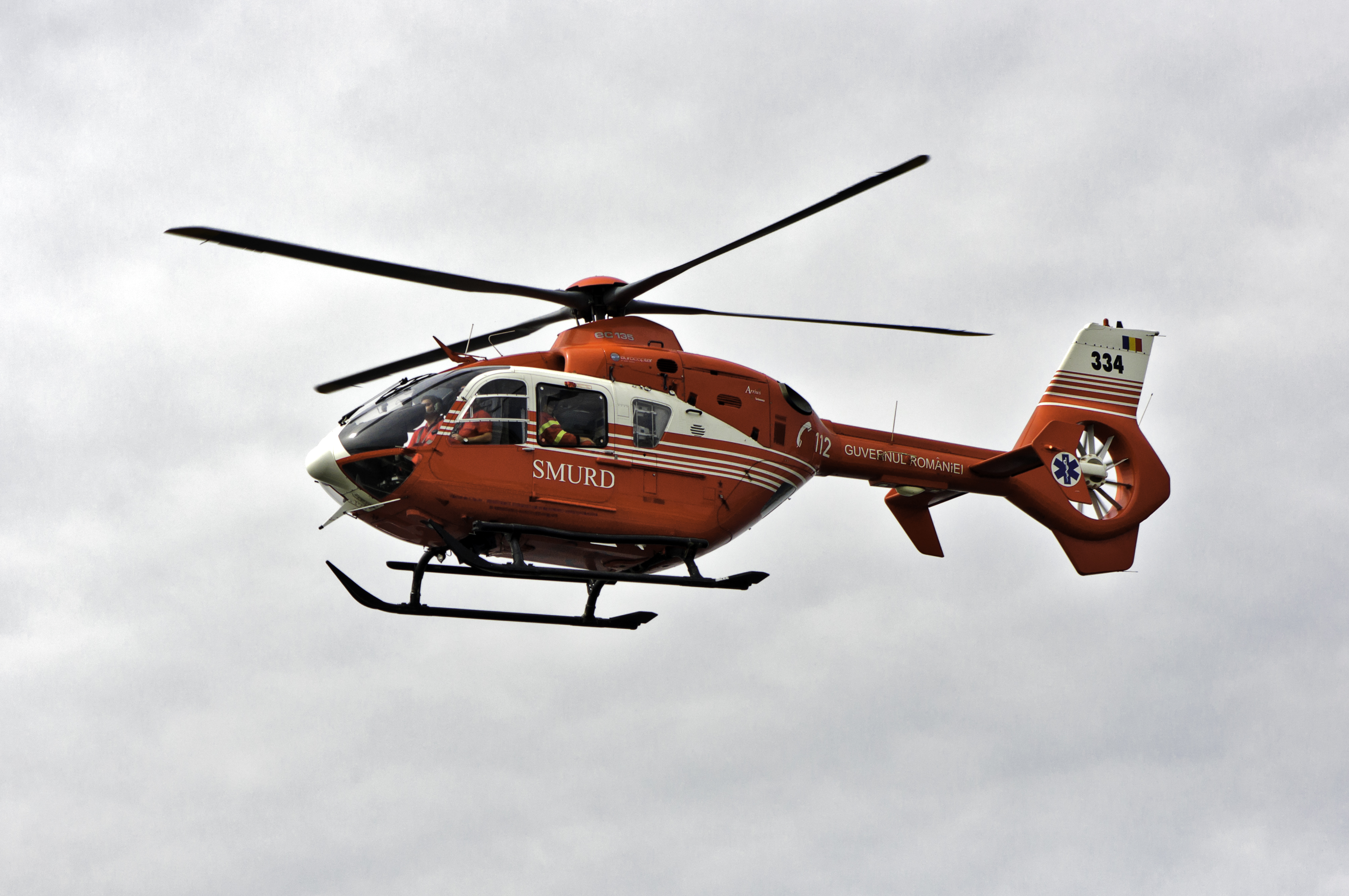
Elicopterul EC135 la un show aerian în București

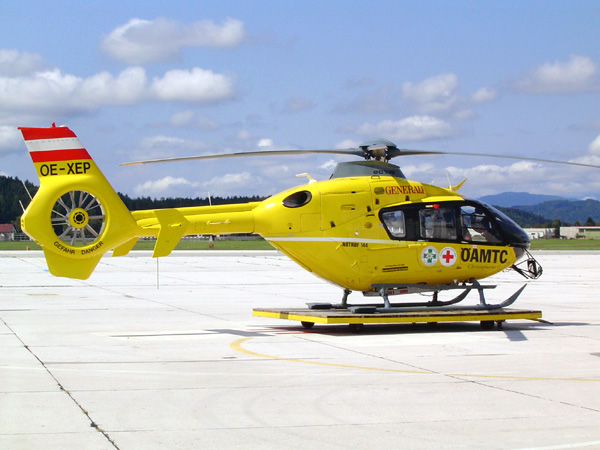
Elicopter de salvare aeriană din Austria

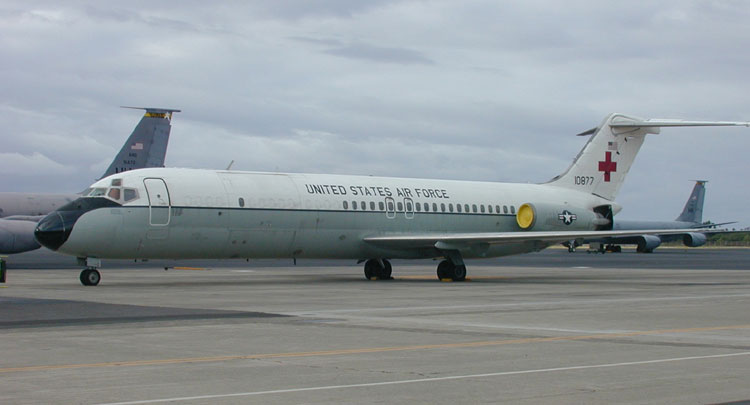
Avion McDonnell Douglas C-9 Nightingale al United States Air Force, reutilat pentru operațiuni aeromedicale

Salvarea aeriană este o aeronavă echipată în conformitate cu prevederile legale în vigoare și destinată  unor intervenții aero-medicale de urgență, necesare salvării pacienților aflați în stare critica și care necesită o intervenție rapidă și de înaltă competență.

## Tipuri de misiuni medicale
Misiuni medicale primare

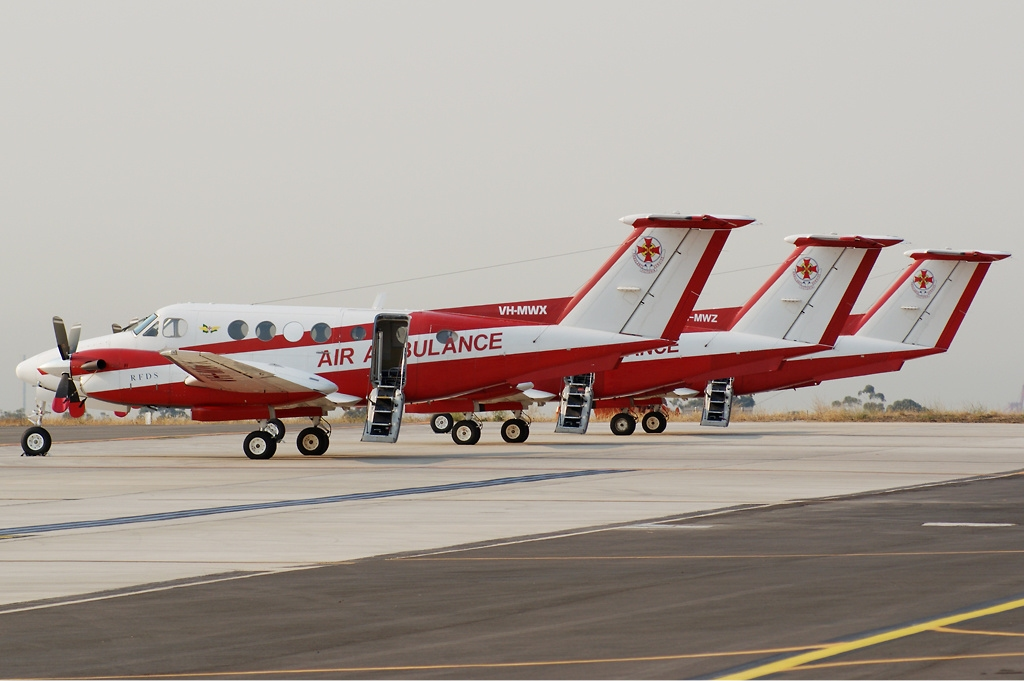
Avioane Beech B200 Super King Air ale Australian Royal Flying Doctor Service

- accidentele rutiere grave și alte tipuri de accidente, în care o persoană sau mai multe se află în pericol vital din cauza leziunilor suferite
- pacienții aflați în stare critică în localități urbane mici sau cele rurale, localitățile sau locurile inaccesibile și localitățile și locurile în care lipsește asistența medicală de urgență calificată pentru cazul respectiv;
- intervenția în sprijinul echipajelor de urgență și de  prim ajutor ale serviciilor de asistență medicală de urgență prespitalicească publice sau private.

Misiuni medicale secundare
- cazurile critice aflate internate în unități sanitare care nu pot asigura investigarea și/sau asistență medicală corespunzătoare, fiind necesar transferul pacientului către o unitate sanitară specializată;
- transferul nou-născuților aflați în stare critică, care necesită asistență medicală specializată pe durata transferului și necesită incubator și echipamente speciale de monitorizare și eventual ventilație.

Misiuni medicale speciale
- transportul personalului specializat pentru transplant;
- transportul organelor prelevate în vederea transplantului;
- misiunile de căutare-salvare;
- alte misiuni cu caracter medical sau cu caracter umanitar[2].